# Indiens Chocó

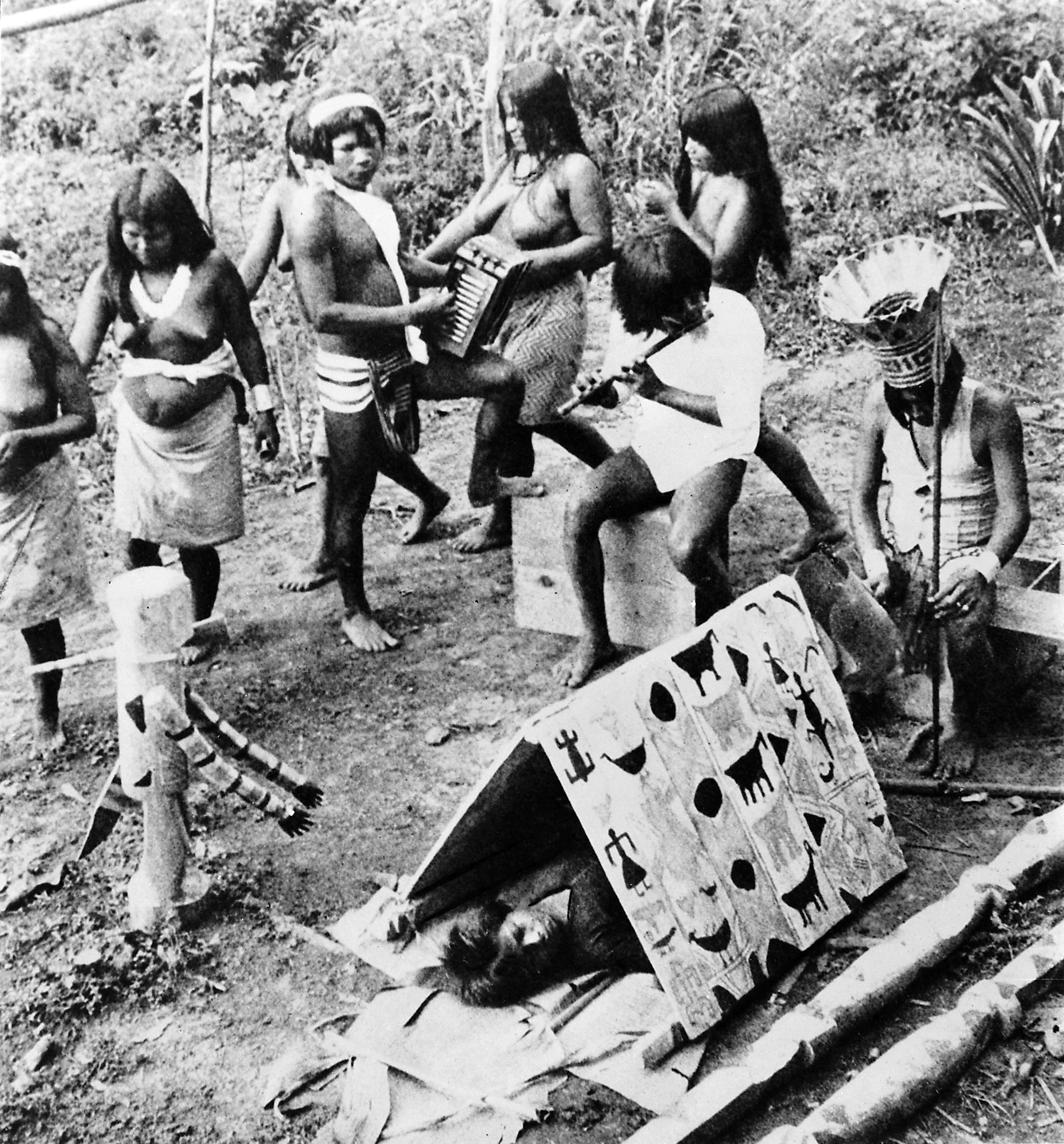
Pratiques de médecine traditionnelle chez les Indiens Chocó du Panama

Les Indiens Chocó font partie des peuples indigènes vivant dans le Pacifique colombien, dans le département du Chocó et au Panama. « Les Chocó du Nord (Emberá), les plus nombreux, sont établis en villages le long des abords les plus accessibles des rivières du golfe de San Miguel (Panamá) et de celles qui, en Colombie, coulent vers la côte pacifique ».

## Description
C'est l'un des 80 groupes ethniques en Colombie, où ont subsisté 64 langues et 300 formes dialectales. Selon une étude du Département national de statistique colombien de 1997, la population indigène de Colombie représente 701 860 personnes, soit 1,75 % de la population totale du pays. 
Alors que les Indiens Wounaan ne sont que 7 000, les indiens Emberá sont au nombre de 40 000, dans un département du Chocó où vivent 700 000 paysans noirs, descendants des esclaves fugitifs des plantations de café et des Mines d'or du Choco.
Ils font partie des sept groupes amérindiens et sont encore présents sur le territoire panaméen :
- les Indiens Chocó, représentés par les Indiens Embera, les Wounaan et les Catio ;
- les Tules, connus sous leur nom colonial de Kunas ;
- les Ngobe et les Bugles, regroupés sous l’appellation de Guaymíes ;
- les Teribes, qui se désignent comme Nasos ou Tlorios ;
- les Bri-Bris, une petite minorité présente dans l’ouest du pays.

Une partie des Indiens Embera vit plus au nord, sur le territoire du Panama, dans le parc national de Chagrès, après avoir émigré au cours des siècles précédents, en raison des conflits militaires avec l'autorité coloniale espagnole.